# Smicridea travertinera
Smicridea travertinera là một loài Trichoptera thuộc họ Hydropsychidae. Chúng phân bố ở vùng Tân nhiệt đới.